# François Joseph Clozel
Pour les articles homonymes, voir Clozel.
Marie François Joseph Clozel (Annonay, 29 mars 1860 - Rabat, 10 mai 1918) est un administrateur colonial, gouverneur général de l'Afrique-Occidentale française (AOF).
Concerné par les réalités locales, il prit une part active dans le développement de la recherche scientifique française en Afrique de l'Ouest, en collaboration avec l'ethnologue Maurice Delafosse.

## Biographie
Né le 29 mars 1860 à Annonay dans l'Ardèche, François Clozel est diplômé d'arabe à l'École des langues orientales.
Il effectue son service militaire dans un régiment de zouaves en Algérie, est secrétaire d'une commune mixte, participe à la mission Maistre au Congo en 1892 et conduit lui-même une expédition dans le nord du pays en 1894-1895.
En 1896 il est envoyé en Côte d'Ivoire où, du 25 novembre 1902 au 4 mai 1903, il est gouverneur par intérim, avant d'exercer pleinement la fonction jusqu'au 19 novembre 1905. Après un court intermède d'Albert Anatole Nebout, il reprend sa place de gouverneur du 27 octobre 1906 au 25 avril 1908. Son nom est associé à la construction du chemin de fer en Côte d'Ivoire.
Le 18 février 1908, lorsque William Merlaud-Ponty devient gouverneur général de l’AOF, François Clozel le remplace comme gouverneur du Soudan français. Puis il est gouverneur général de l'AOF par intérim de janvier à août 1912, sous le mandat de Ponty. À la mort de celui-ci, il lui succède pleinement du 14 juin 1915 au 3 juin 1917.
Clozel porte un intérêt aux populations indigènes et encourage ses subordonnés à étudier les coutumes locales. Loin des vues de Ponty, il tente d'établir des relations de coopération avec les chefs africains. Il est l'auteur de plusieurs études ethnographiques et, en 1912, il dirige la publication d'une série de travaux de Maurice Delafosse, intitulée Haut Sénégal-Niger et en rédige la préface. Le 11 décembre 1915, il fonde le Comité d'études historiques et scientifique de l'Afrique-Occidentale française dont Delafosse fait partie. Clozel est le premier gouverneur à prendre en compte les recherches de l'ethnologue dans ses directives. Tant par le ton que par leur contenu, ses circulaires s'écartent de la ligne habituelle de l'administration coloniale.
Le capitaine Joost van Vollenhoven succède à Clozel à la tête de l'AOF le 3 juin 1917.
François Clozel meurt subitement à Rabat le 10 mai 1918.

## Hommages
Une avenue à Cotonou (Bénin) et un boulevard au Plateau d'Abidjan (Côte d'Ivoire) portent aujourd'hui son nom.
Sur la place de la Gare à Dakar, le monument dédié en 1923 « aux créateurs de l'AOF et à la gloire de l'armée noire » comporte – outre les statues de Demba et Dupont, le tirailleur et le marsouin – les médaillons de Faidherbe et de quatre prestigieux gouverneurs, Ballay, Ponty, Van Vollenhoven et Clozel lui-même.
Il est cité en tant que dirigeant de l'Afrique Occidentale Française dans le jeu vidéo Supremacy 1914.

## Décorations
- Commandeur de la Légion d'honneur (5 aout 1913)
  -  Officier de la Légion d'honneur (14 juillet 1905)
  -  Chevalier de la Légion d'honneur (31 décembre 1896)
- Officier de l'Instruction publique

## Écrits
- Bibliographie des ouvrages relatifs à la Sénégambie et au Soudan occidental, C. Delagrave, 1891
- Les Bayas : notes ethnographiques & linguistiques : Haute-Sangha, bassin du Tchad, J. André & Cie, 1896
- Les coutumes indigènes de la Côte d'Ivoire : Documents publiés avec une introduction et des notes. Carte ethnographique de la Côte d'Ivoire, A. Challamel, Paris, 1902
- Dix ans à la Côte d'Ivoire, A. Challamel, Paris, 1906, 350 p. [lire en ligne]
- « Lettres de Korbous », Bulletin du Comité de l'Afrique française, XXIII, 1923, no 2, p. 60-61, no 3, p. 106-108, no 4, p. 149-152, no 5, p. 182-186